# 瓦努阿圖交通
瓦努阿圖交通發展並不發達，國內交通主要以汽車及船為主。

## 陸路交通
瓦努阿圖的道路系統並不完善，铺有路面的公路少於100英里，大多數為泥路，只適合四驅車行駛。

每一個島嶼都會有一至兩和小型機場，由Vanair运营的的雙螺旋桨飛機每週各有两至三个航班。另外，每個島都有一個小型的港口或碼頭讓小型貨船和小艇定期上落貨。在瓦努阿圖，單車是受歡迎的代步工具。維拉港和盧甘維爾有一些的士和小型巴士。瓦努阿圖沒有鐵路網絡。但殖民时代曾修筑过一条小型铁路。。國家的主要港口為Forari，維拉港，聖埃（聖埃斯皮里圖島）。
公路：

總長：
1,070公里

已鋪平：
256公里

未鋪平：
814公里（1996年）

## 水路交通
商船：

共有：
78艘

類型：
散裝：27，貨品：24，化學液體貨船：3，結合散裝：2，貨櫃船：1，液化天然氣：4，石油：2，冷藏貨品：9，汽車：6（1999年）

備註：
方便旗登記；有15个国家/地区的船只悬挂有瓦努阿图的方便旗，其中日本28艘，印度10艘，美國10艘，希臘3艘，香港3艘，澳大利亚2艘，加拿大1艘，中國大陆1艘，法國1艘（1998年）

## 航空
機場：
32（1999年）（瓦努阿圖機場列表）

## 備註
1. 1 2 3 4  和平隊歡迎您到瓦努阿圖！ 的存檔，存档日期2008-09-10.。和平部隊 (2007年5月)。
2. 1 2 3  世界概況